# Klibanos

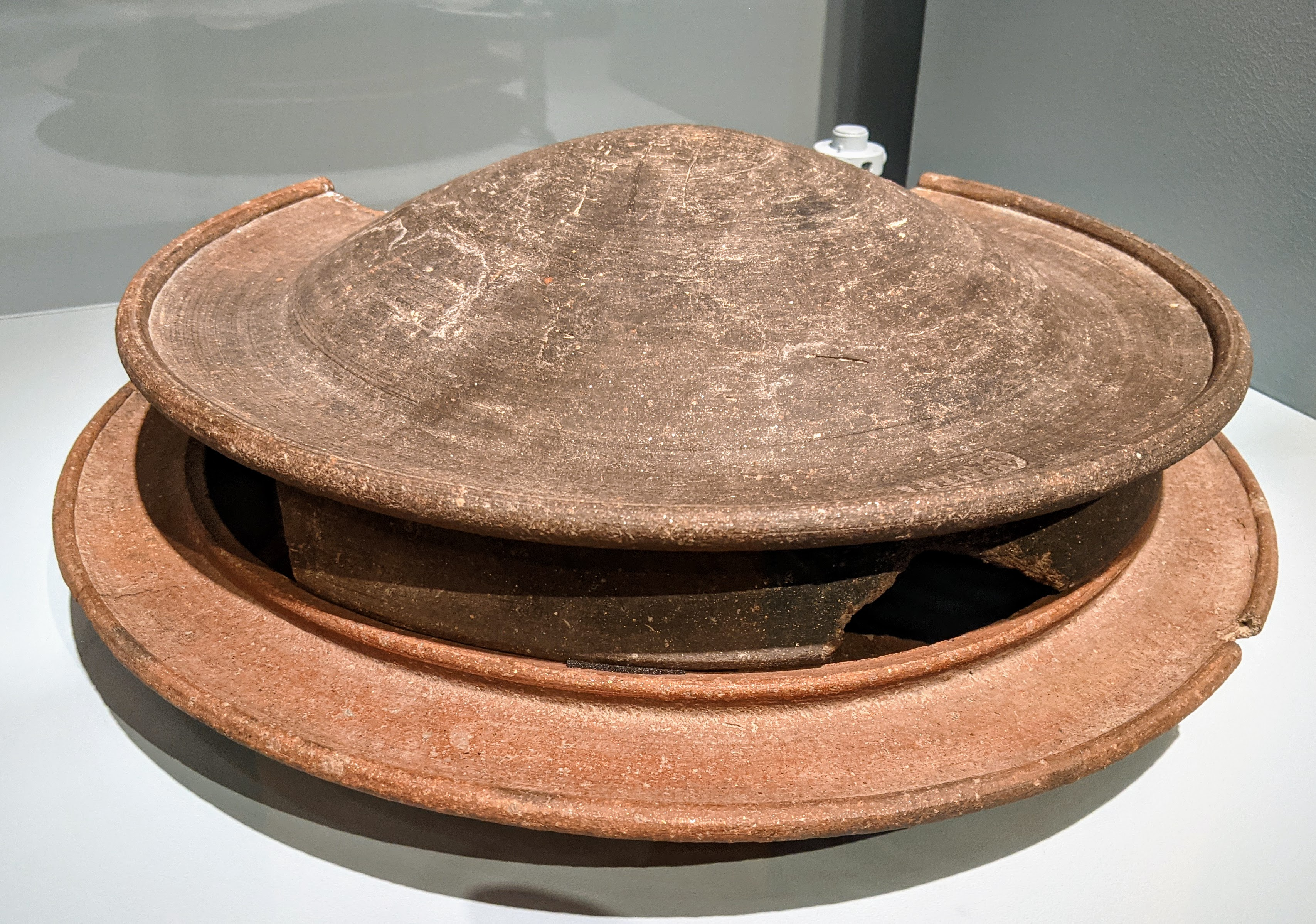
Klibanos

Klibanos (stgr. κλίβανος, łac. clībanus) – starożytny piec piekarski. Pierwsze wzianki o piecach tego typu pojawiają się u Herodota i odnoszą się one do okresu VII-VI w. p.n.e..
Mogł być wykonany z różnych materiałów - z ceramiki lub z żelaza. 
Wyróżnia się dwie główne formy: 
1. Typ dzwonowaty, w którym pieczenie odbywało się pod przykryciem w formie odwróconej misy
2. Tradycyjny kształt pieca: prostokątny, z owalnymi narożnikami, uformowany kopułowato, z otworem z boku

Egzemplarze klibanosów znalezione zostały m.in. w Pompejach, a także na terenie Brytanii. 